# 틈만나면,
《틈만나면,》은 SBS TV에서 방송되는 텔레비전 프로그램이다.

## 기획 의도
일상 속 마주 하는 잠깐 의 틈새 시간 사이 에 '틈만 나면,'  의 프로 군단 이 찾아가 행운 을 선물 하는 틈새 공략 로드 버라이어티

## 역대 출연 자

### 현재 출연 자
| 역대 | 출연진 및 패널 | 방송 기간                         | 방송 회차    |
| ---- | -------------- | --------------------------------- | ------------ |
| 1 대 | 유재석         | 2024년 4월 23일 ~ 2025년 8월 19일 | 1 회 ~ 35 회 |
| 1 대 | 유연석         | 2024년 4월 23일 ~ 2025년 8월 19일 | 1 회 ~ 35 회 |

## 방영 목록

### 시즌 1 (2024년)
| 회차 | 제목                       | 게스트          |
| ---- | -------------------------- | --------------- |
| 1    | 틈만나면, 웃겨 드림        | 이광수          |
| 2    | ★ 석 트리오 ★ 의 틈새 공략 | 조정석          |
| 3    | 숨 참고 선물 Dive          | 안유진 (IVE)    |
| 4    | 망원동 클라쓰 안보현       | 안보현          |
| 5    | 갓연경이 떴다 !            | 김연경          |
| 6    | 이촌동 인싸 와 틈새 공략 ★ | 차태현          |
| 7    | 혜윤 업고 튀어 !           | 김혜윤          |
| 8    | 시끌벅적 마지막 틈 친구 들 | 지석진 , 조혜련 |

### 시즌 2 (2024년)
| 회차 | 제목                            | 게스트                   |
| ---- | ------------------------------- | ------------------------ |
| 9    | 지옥 에서 온 금손               | 박신혜                   |
| 10   | 보조개 형 과 서래마을 틈새 공략 | 이서진                   |
| 11   | 열혈 팀워크 의 사제 들          | 김남길 , 이하늬 , 김성균 |
| 12   | 올 라운더 틈 친구 등장 ★        | 지창욱                   |
| 13   | 사랑 둥이 채수빈 과 틈새 공략 ! | 채수빈                   |
| 14   | 허약 맨 들 과 기묘한 하루       | 주지훈 , 김희원          |
| 15   | 세느님 과 대전 나들이           | 박세리                   |
| 16   | 유일무이 여성 듀오 틈 친구 들   | 다비치                   |
| 17   | 크리스마스 선물 대 작전 ★       | 정재형 , 이적            |

### 시즌 2 (2025년)
| 회차 | 제목                                        | 게스트                   |
| ---- | ------------------------------------------- | ------------------------ |
| 18   | 나의 완벽 한 새해 틈새 Time !               | 한지민 , 이준혁          |
| 19   | 오늘의 틈 친구 ! ★ 수유리 삼형제 ★          | 김대명 , 김종민 (코요태) |
| 20   | 용 띠 클럽 틈 친구 들 과 피날레 틈새 공략 ! | 차태현 , 김종국          |

### 시즌 3 (2025년)
| 회차 | 제목                                            | 게스트                           |
| ---- | ----------------------------------------------- | -------------------------------- |
| 21   | 단 짝 사 형제 의 청담 투어 !                    | 차승원 , 공명                    |
| 22   | 천국 보다 아름다운 틈새 Time !                  | 류덕환 , 이정은                  |
| 23   | Feel special ~ 한 금호동 틈새 공략              | 트와이스 (사나 , 지효)           |
| 24   | 도곡동 틈새 ‘퍼즐’ 을 맞춰라 !                  | 손석구 , 김다미                  |
| 25   | 앙숙 콤비 의 달콤 살벌 한 성북 투어 !           | 홍진경 , 이동휘                  |
| 26   | 방송 가 1 번지 에서 ‘영화’ 같은 하루            | 남궁민 , 전여빈 , 이설           |
| 27   | 최초 ! 철원 의 틈 을 찾아 간 최강 ! 세븐틴      | 세븐틴 (호시 , 민규)             |
| 28   | 꼬리 에 꼬리 를 무는 수유리 틈새 공략 !         | 김대명 , 장현성                  |
| 29   | 걱정 퀸 최지우 와 열정 가득 한 양재 틈새 공략 ! | 최지우                           |
| 30   | 호기심 천국 마곡 틈새 공략 GO !                 | 강하늘 , 서현우                  |
| 31   | 트라이 기적을 쏘다                              | 윤계상 (g.o.d) , 김요한 (위아이) |
| 32   | 좀비도 웃고 갈 유쾌한 분당 틈 생존기!           | 조여정 , 조정석                  |
| 33   | 핫 썸머 in 대구!                                | 김성균, 현봉식                   |
| 34   | 충주 지씨 형님들과 만담 가득 아현 투어          | 지진희, 지석진                   |
| 35   | 피날레 전문 용띠클럽 친구들과 틈새 공략!        | 장혁, 차태현                     |

## 시청률

### 2024년 (시즌 1)
최저 시청률과 최고 시청률은 시청률 조사회사와 지역별로 시청률에 차이가 있을 수 있습니다.
| 회 차 | 방송 일  | 시청률          | 시청률            | 시청률          |
| 회 차 | 방송 일  | 대한민국 (전국) | 대한민국 (수도권) | 대한민국 (2040) |
| ----- | -------- | --------------- | ----------------- | --------------- |
| 1     | 4월 23일 | 2.3%            | 2.7%              | 1.1%            |
| 2     | 4월 30일 | 3.1 %           | 3.8 %             | 1.4 %           |
| 3     | 5월 7일  | 2.5 %           | 2.8 %             | 1.1 %           |
| 4     | 5월 14일 | 2.9 %           | 3.3 %             | 1.3 %           |
| 5     | 5월 21일 | 2.8 %           | 3.2 %             | 1.3 %           |
| 6     | 5월 28일 | 3.7%            | 4.4%              | 1.7 %           |
| 7     | 6월 4일  | 3.3 %           | 3.7 %             | 1.8%            |
| 8     | 6월 11일 | 2.8 %           | 3.1 %             | 1.6 %           |

### 2024년 (시즌 2)
최저 시청률과 최고 시청률은 시청률 조사회사와 지역별로 시청률에 차이가 있을 수 있습니다.
| 회 차 | 방송 일   | 시청률          | 시청률            | 시청률          |
| 회 차 | 방송 일   | 대한민국 (전국) | 대한민국 (수도권) | 대한민국 (2040) |
| ----- | --------- | --------------- | ----------------- | --------------- |
| 9     | 10월 22일 | 2.3%            | 2.6%              | 0.9%            |
| 10    | 10월 29일 | 2.8 %           | 3.2 %             | 0.9 %           |
| 11    | 11월 5일  | 2.7 %           | 2.8 %             | 1.2 %           |
| 12    | 11월 12일 | 2.5 %           | 2.7 %             | 1.1 %           |
| 13    | 11월 19일 | 2.6 %           | 2.9 %             | 1.0 %           |
| 14    | 11월 26일 | 3.0 %           | 3.2 %             | 1.4 %           |
| 15    | 12월 10일 | 3.0 %           | 3.1 %             | 1.4 %           |
| 16    | 12월 17일 | 2.9 %           | 3.3 %             | 1.6 %           |
| 17    | 12월 24일 | 2.7 %           | 3.3 %             | 1.5 %           |

### 2025년 (시즌 2)
최저 시청률과 최고 시청률은 시청률 조사회사와 지역별로 시청률에 차이가 있을 수 있습니다.
| 회 차 | 방송 일  | 시청률          | 시청률            | 시청률          |
| 회 차 | 방송 일  | 대한민국 (전국) | 대한민국 (수도권) | 대한민국 (2040) |
| ----- | -------- | --------------- | ----------------- | --------------- |
| 18    | 1월 7일  | 3.0 %           | 3.3 %             | 1.5 %           |
| 19    | 1월 14일 | 2.7 %           | 3.1 %             | 1.6%            |
| 20    | 1월 21일 | 3.7%            | 4.4%              | 1.9%            |

### 2025년 (시즌 3)
최저 시청률과 최고 시청률은 시청률 조사회사와 지역별로 시청률에 차이가 있을 수 있습니다.
| 회 차 | 방송 일  | 시청률          | 시청률            | 시청률          |
| 회 차 | 방송 일  | 대한민국 (전국) | 대한민국 (수도권) | 대한민국 (2040) |
| ----- | -------- | --------------- | ----------------- | --------------- |
| 21    | 5월 6일  | %               | %                 | %               |
| 22    | 5월 13일 | %               | %                 | %               |
| 23    | 5월 20일 | %               | %                 | %               |
| 24    | 5월 27일 | %               | %                 | %               |
| 25    | 6월 10일 | %               | %                 | %               |
| 26    | 6월 17일 | %               | %                 | %               |
| 27    | 6월 24일 | %               | %                 | %               |
| 28    | 7월 1일  | %               | %                 | %               |
| 29    | 7월 8일  | %               | %                 | %               |
| 30    | 7월 15일 | %               | %                 | %               |
| 31    | 7월 22일 | %               | %                 | %               |
| 32    | 7월 29일 | %               | %                 | %               |
| 33    | 8월 5일  | %               | %                 | %               |
| 34    | 8월 12일 | %               | %                 | %               |
| 35    | 8월 19일 | %               | %                 | %               |

## 편성 변경 및 결방

### 2024년
- 10월 15일 : 2024년 KBO 플레이오프 2차전 LG vs 삼성 중계 방송 편성 관계 로 첫 방송 한 주 연기.
- 12월 3일 : 윤석열 정부 비상계엄 관련 SBS 뉴스 특보 편성 관계 로 결방 했으며 , 이날 방송 분 은 초반 에만 방송 되었고 12월 10일에 처음 부터 방영 한다.
- 12월 31일 : 제주 항공 2216 편 활주로 이탈 참사 로 인한 국가애도기간으로 결방.

### 2025년
- 5월 6일 : 시간 대 변경 이후  첫 방송 으로 22시 40분 까지 확대 편성.
- 5월 27일 : 제 21 대 대통령  선거 초청 3 차 토론 회 방송 편성 으로 인해 22시 부터 방송.
- 6월 3일 : 제 21 대 대통령  선거 개표 방송 으로 인한 결방.

## 수상 목록
- 2024년 SBS 연예대상
  - 토크 • 리얼리티 부문 남자 신인 상 (유연석)
  - 대상 (유재석)